# Jaggery
Pour les articles homonymes, voir Gur.

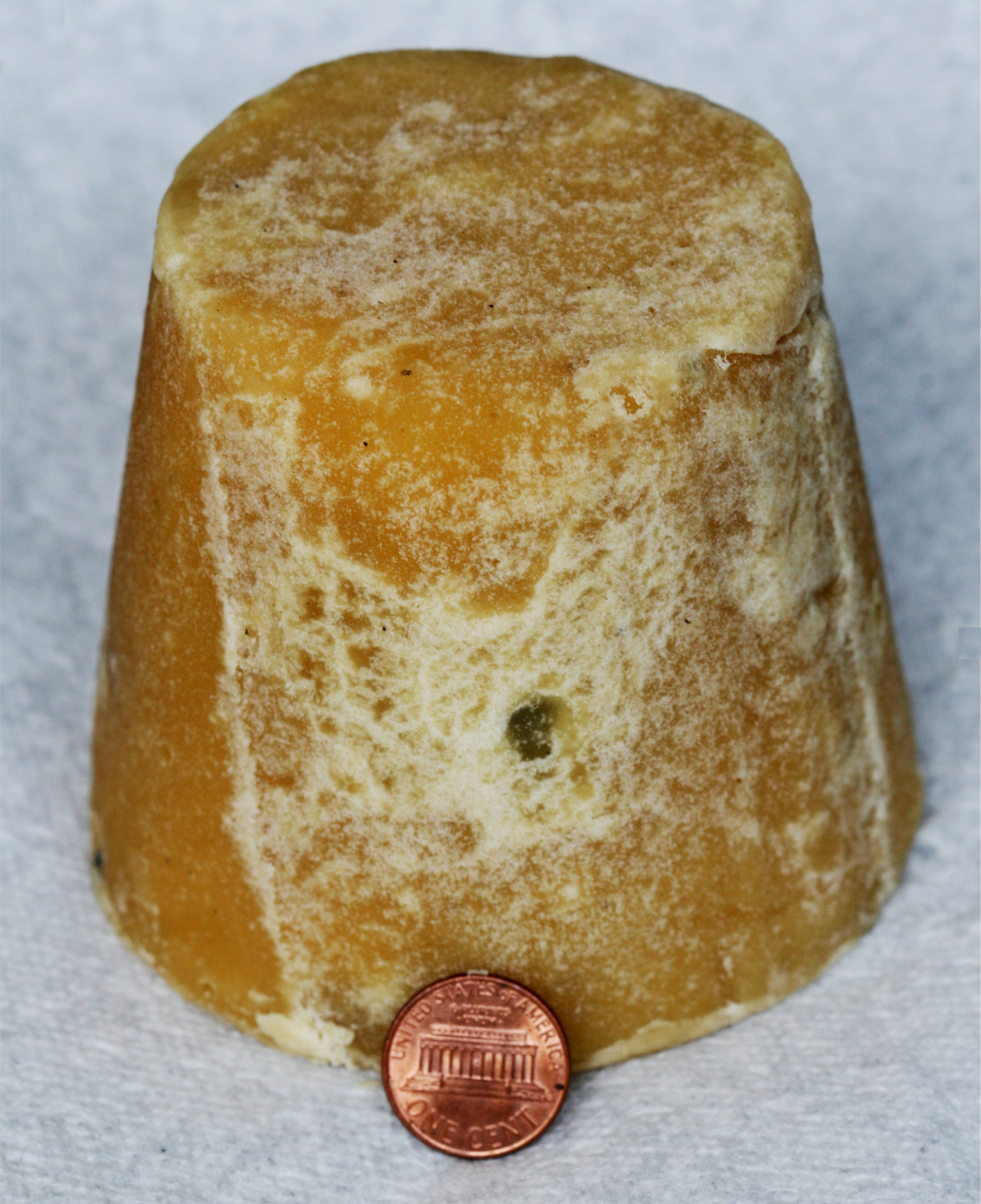
Bloc de jaggery.

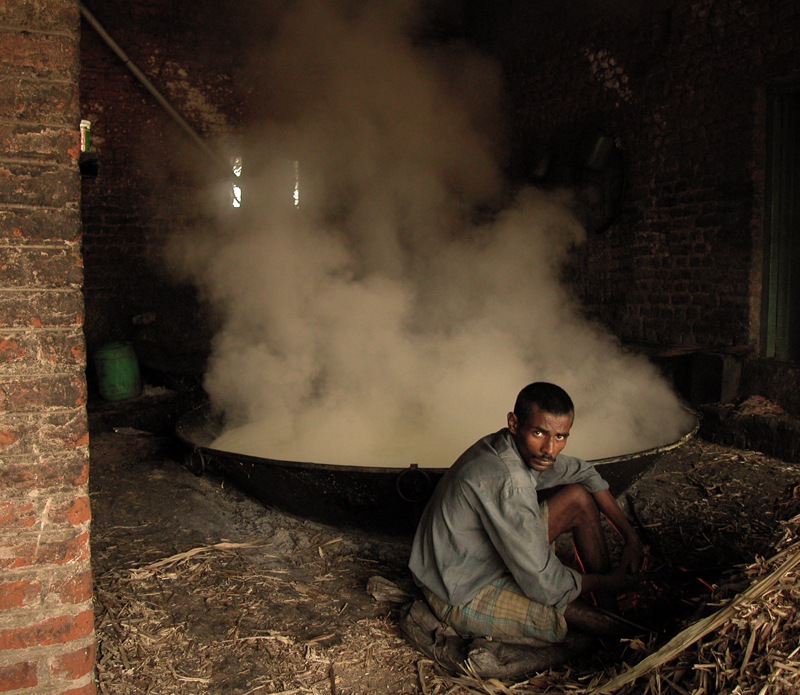
Préparation du jaggery.

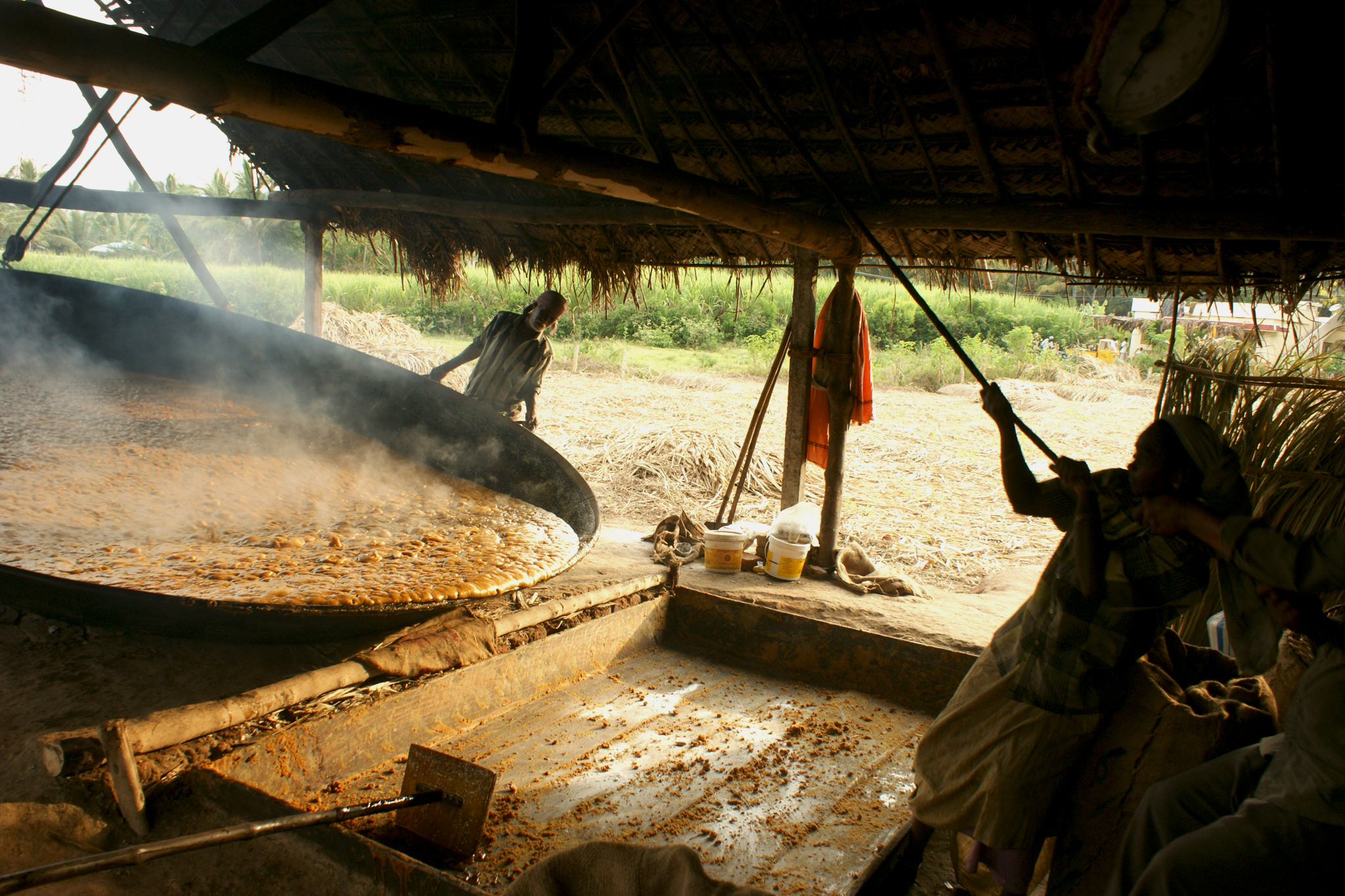
Préparation du jaggery, Marayur (Kerala).

Le jaggery (du portugais jágara ou jagre, issu du malayalam ചക്കര (cakkara) et de la racine sanskrite शर्करा (śarkarā), signifiant « sucre cristallisé »), ou gur, en français jagré ou jagre, est un sucre non raffiné. Il est préparé en chauffant du vesou ou du sirop de palme, extrait des grappes de fleurs, pour le faire réduire puis solidifier. Ensuite, il est râpé ou haché.
Le jaggery est utilisé en Inde, au Pakistan et au Sri Lanka aussi bien dans des plats sucrés que salés. Il est utilisé dans diverses recettes asiatiques (plats au curry, à la sauce aigre-douce), des desserts lactés (crème brûlée, riz au lait) et des confiseries (chikki).
Son équivalent aux Amériques et aux Caraïbes est la panela.